# Peltonotus favonius
Peltonotus favonius är en skalbaggsart som beskrevs av Jameson och Yuiti Wada 2009. Peltonotus favonius ingår i släktet Peltonotus och familjen Dynastidae. Inga underarter finns listade i Catalogue of Life.